# Landmark 81
Landmark 81 je super visok nebotičnik v mestu Hošiminh v Vietnamu. Investitor in primarni razvijalec projekta je Vinhomes, vietnamska korporacija, ki je tudi največje nepremičninsko podjetje v državi. Landmark 81 je druga visoka stavba v jugovzhodni Aziji in 17. visoka stavba na svetu.
461,2 metra visoka 81-nadstropna stavba je zgrajena na zahodnem bregu reke Saigon v mestnem okrožju Binh Thanh, severno od zgodovinskega središča Hošiminha in neposredno južno od Saigonskega mostu. Stolp je v središču 1,5 milijarde dolarjev vrednega mešanega mestnega območja višjega razreda, imenovanega Vinhomes Central Park. Razvoj vključuje hotelske in konferenčne zmogljivosti, luksuzna stanovanja, vrhunske maloprodajne prostore, restavracije, bare in večnadstropno razgledno ploščad.

## Zgodovina
Slovesnost polaganja temeljev za stolp je potekala 13. decembra 2014. Oktobra 2017 je gradnja dosegla 69. nadstropje in z višino 270 metrov in presegla finančni stolp Bitexco ter postala najvišja stavba v Hošiminhu. Do januarja 2018 je bila gradnja končana v vseh nadstropjih, zgraditi je bilo treba le še konico in krono. 10. aprila 2018 je bil dodan zadnji segment kronske konice in s tem arhitekturno zaključen Landmark 81.Baza stavbe, ki obsega 6 nadstropij s skupno površino 50.000 m², je bila uradno odprta 27. julija 2018, da bi obeležili 25. obletnico matične družbe njenega lastnika, Vingroup. Razgledna ploščad, imenovana Skyview, je bila odprta 28. aprila 2019. Paluba, ki se razteza od nadstropja 79 na 369,65 m do 81 nadstropja na 382,65 m, je trenutno najvišja razgledna ploščad v Vietnamu. Cena vstopnice se giblje od 405.000 VND (17,4 USD) za otroke do 810.000 VND (34,8 USD) za odrasle.

## Tloris
Sledi razčlenitev nadstropij:
| Nadstropje   | Raba                                  |
| ------------ | ------------------------------------- |
| 79–81        | Observatorij Skydeck                  |
| 78           | Mehanski del                          |
| 42–46; 47-77 | Vinpearl Hotel                        |
| 46H          | Mehanski del                          |
| 6–20; 22-41  | Stanovanja                            |
| 21           | Mehanski del                          |
| 5            | Stanovanjski salon, maloprodaja       |
| 4            | Stanovanjski klub, trgovina na drobno |
| B1–3         | Maloprodaja                           |
| B2–B3        | Parking                               |

## Požar
11. 8. 2018 okoli 15.48 je zagorelo v 64. nadstropju zaradi varilskih del. Požar so hitro pogasili in ni povzročil škode na objektu.

## Galerija
- Landmark 81, obdan z drugimi stanovanjskimi zgradbami v osrednjem parku Vinhomes
- Objekt v izgradnji januarja 2018
- Landmark 81 se pojavi na obzorju okrožja Binh Thanh
- The Landmark 81 ponoči